# مشروع طاقة الكتلة الحيوية
مشروع طاقة الكتلة الحيوية تم تشكيل مشروع الطاقة الحيوية من قبل رالف نادر في عام 1974 كمجموعة وطنية معادية للسلاح النووي.
عقد المؤتمر الوطني الأول ضد الأسلحة النووية عام 1974 في واشنطن تحت رعاية رالف نادر. وعقدت ورش عمل في جميع أنحاء الولايات المتحدة حول تشكيل المنظمات المناهضة للطاقة النووية. في نفس الوقت تقريبا قتلت كارين سيلكوود وهي عاملة في مفاعل نووي في حادث سيارة أثناء التحقيق من قبل شركتها التي تعمل في مجال الطاقة النووية حيث كانت هناك تكهنات بأن الحادث ربما كان مقصودا.
عقد المؤتمر الثاني في عام 1975 وشملت على وقفة احتجاجية على ضوء الشموع أمام البيت الأبيض لكارين سيلكوود.